# Mikey Garcia
Miguel Angel Garcia Cortez  (Ventura, 15 december 1987) is een Amerikaans bokser. Hij vecht in de lichtgewichtsklasse. Hij is de huidige WBC-kampioen in het lichtgewicht en won wereldtitels in het vedergewicht en supervedergewicht.

## Begin carrière
Mikey Garcia begon al vroeg met boksen, omdat zijn vader ook een amateurbokser op hoog niveau was. Op 14 juli 2006 maakte Mikey op 18-jarige leeftijd zijn profdebuut. Hij versloeg zijn landgenoot Domingo Herrera Mendoza op punten. Op 3 april 2010 won hij zijn eerste titel. Hij versloeg de Amerikaan Tomas Villa op technisch knock-out in de eerste ronde en won daarmee de USBA vedergewichttitel, hierna won hij nog enkele regionale titels in het vedergewicht en mocht in 2013 vechten om de wereldtitel. 

## Wereldtitel
Op 19 januari 2013 won Mikey Garcia de WBO Vedergewicht titel. Het gevecht tegen de Mexicaan Orlando Salido werd gestopt in de achtste ronde. Door een onopzettelijke kopstoot brak Garcia zijn neus, waardoor er een jurybeslissing volgde. Garcia werd aangewezen als winnaar op punten. Op 15 juni 2013 moest Garcia zijn titel inleveren, omdat hij te zwaar was tijdens de weging in een gevecht om de titel tegen de Mexicaan Juan Manuel Lopez. Hij stapte over naar het supervedergewicht en won op 9 november 2013 de WBO Supervedergewichttitel door de Puerto Ricaan Roman Martinez te verslaan op knock-out in de achtste ronde. Hij zou deze titel eenmaal met succes verdedigen. Hierna raakte Garcia in onmin met zijn promotor. Hij wilde een hogere gage voor zijn gevechten. Uiteindelijk werd zijn contract ontbonden. 

## Comeback en lichtgewichtitel
Vanwege zijn contractdispuut was Garcia bijna 2,5 jaar inactief als profbokser. Op 30 juli 2016 maakte hij zijn comeback en versloeg Elio Rojas uit de Dominicaanse Republiek op technisch knock-out in de vijfde ronde. Op 28 januari 2017 won Garcia een wereldtitel in een derde gewichtsklasse. Hij won de WBC lichtgewicht titel door Dejan Zlaticanin uit Montenegro in de derde ronde knock-out te slaan.